# Efanda
Efanda (in russo: Ефанда; in ucraino: Єфанда; circa 850 – circa 881) antica regina leggendaria russa, principessa normanna, una delle numerosi mogli di Rjurik, considerata la più amata.
Efanda è nota dalle cosiddette Cronache di Tatiš'ev – in cui si riferisce alle Cronache di Ioachim, una fonte controversa e non èattendibile, antiscentifica, conosciuta solo da estratti realizzati dallo stesso Tatiš'ev. Da questa cronaca si può conoscere l'origine di Efanda. Era la figlia di un re norvegese, conosciuto nelle cronache con il nome di Kjetil' il Salmone, e di sua moglie Ingunn.
Secondo Tatiš'ev, Rjurik, che è considerato una persona leggendaria e mai esistita, visto che per la prima volta viene nominato solo nel 16 secolo, morendo, nominò reggente per il suo giovane figlio Igor, l'erede al trono, Oleg il profeta.